# أرسطوبولس الأول
يهوذا أرسطوبولس أو أرسطوبولس الأول (باليونانية: Ἀριστόβουλος)‏ كان أول ملك حشموني فعلي، حكم من 104 ق م حتى وفاته في 103 ق م. كان الأكبر بين أبناء يوحنا هيركانوس الخمسة. كان معجباً بالثقافة الهلينية. يذكر يوسيفوس فلافيوس أنه كان أول يهودي منذ «أربعمائة وثلاثة وثمانين عامًا وثلاثة أشهر» يؤسس نظامًا ملكيًا منذ عودة اليهود من الأسر البابلي.
لم يكن أرسطوبولس الملك الأول من سلالة الحشمونين فحسب، بل كان أول ملك عبري يجمع بين رئاسته للكهنة والملكية. كان مُؤيدًا من قبل الصدوقيين والأسينيين، ومرفوضًا من الفريسيين الذين كانوا يعتقدون أن الملك يجب أن يكون من سلالة داود. بدأ الفريسيون تمردًا ضخمًا، لكن أرسطوبولس مات قبل أن تحدث أي محاولة لإطاحته. حاول خلال عهده تهويد الجليل.